# Marraquexe (prefeitura)
A prefeitura de Marraquexe ou de Marráquexe (em árabe: عمالة مراكش) é uma subdivisão da região de Marraquexe-Safim de Marrocos, situada na parte centro-sul do país. Tem 2 625 km² de área e em 2014 tinha 1.330.468 habitantes.

## Limites
Os limites da prefeitura são:
- Norte: Província de El Kelaa des Sraghna e Província  de Rehamna[4].
- Leste: Província de Rehamna[4].
- Sul: Província de Al Haouz[4].
- Oeste: Província de Chichaoua e Província de Safim[4].

## Geografia

### Relevo
O território da prefeitura de Marraquexe é 70% plano e 30% montanhoso.

## Organização administrativa
Administrativamente a prefeitura está dividida em 2 municípios e 4 círculos. O município de Marraquexe divide-se em 5 distritos e os 4 círculos dividem-se por 13 comunas.

### Os municípios
Os municípios são divisões de caráter urbano.
| Municípios     | Área (em km²) | Habitantes em 2014 | Habitantes em 2004 | Habitantes em 1994 |
| -------------- | ------------- | ------------------ | ------------------ | ------------------ |
| Marraquexe     | 194,6         | 911.990            | 801.043            | 643.918            |
| Méchouar-Kasba | 13,24         | 16.860             | 22.111             | 25.125             |

#### Os distritos deMarraquexe
O município de Marraquexe divide-se em distritos.
| Distrito             | Habitantes em 2014 | Habitantes em 2004 |
| -------------------- | ------------------ | ------------------ |
| Ménara               | 411.094            | 281.663            |
| Gueliz               | 192.774            | 173.101            |
| Sidi Youssef Ben Ali | 122.889            | 124.935            |
| Marrakech-Médina     | 120.643            | 167.233            |
| Annakhil             | 64.590             | 54.111             |

### Os Círculos
Os círculos são divisões de caráter rural, que por sua vez se dividem em comunas.
| Círculos  | Habitantes (em 2014) | comunas                                       |
| --------- | -------------------- | --------------------------------------------- |
| Saada     | 166.422              | Saada, Souihla, Tassoultante                  |
| Bour      | 79.490               | Harbil, M'Nabha, Ouled Dlim                   |
| Loudaya   | 78.717               | Agafay, Ait Imour, Loudaya, Sid Zouine        |
| Alouidane | 76.989               | Alouidane, Ouahat Sidi Brahim, Oulad Hassoune |

#### As Comunas
As comunas são divisões de carácter rural, que se agrupam em círculos.
| Comuna             | Círculo   | Habitantes em 2014 | Habitantes em 2004 |
| ------------------ | --------- | ------------------ | ------------------ |
| Alouidane          | Alouidane | 28.194             | 20.925             |
| Ouahat Sidi Brahim | Alouidane | 25.320             | 13.686             |
| Oulad Hassoune     | Alouidane | 23.475             | 19.188             |
| Harbil             | Bour      | 51.881             | 17.007             |
| M'Nabha            | Bour      | 12.893             | 11.755             |
| Ouled Dlim         | Bour      | 14.716             | 14.747             |
| Agafay             | Loudaya   | 15.452             | 11.079             |
| Ait Imour          | Loudaya   | 14.544             | 12.164             |
| Loudaya            | Loudaya   | 33.767             | 26.999             |
| Sid Zouine         | Loudaya   | 14.954             | 11.631             |
| Saada              | Saada     | 67.086             | 39.071             |
| Souihla            | Saada     | 28.164             | 19.295             |
| Tassoultante       | Saada     | 71.172             | 30.137             |

##### Principais povoações nas comunas
As principais povoações nas comunas são:
| Povoação    | Comuna     | Habitantes (em 2014) |
| ----------- | ---------- | -------------------- |
| Tamensourte | Harbil     | 25.077               |
| Sid Zouine  | Sid Zouine | 12.837               |
| Loudaya     | Loudaya    | 12.615               |
| M'Nabha     | M'Nabha    | 1.169                |

## Demografia

### Crescimento populacional
O crescimento populacional da prefeitura foi a seguinte:
| 1994    | 2004      | 2007      | 2014      |
| ------- | --------- | --------- | --------- |
| 861 205 | 1 070 838 | 1 133 890 | 1 323 005 |

### População urbana e rural
Em 2004 tinha 1 070 838 habitantes, dos quais 79% viviam em áreas urbanas e 21% em áreas rurais.